# ノンバイナリー・ジェンダー
ノンバイナリー（英語: non-binary）およびジェンダークィア（英語: genderqueer）は、男性または女性だけではないジェンダー・アイデンティティ（ジェンダー・バイナリーの外にあるアイデンティティ）を意味するアンブレラタームである。通常、ノンバイナリーの人々は、出生時に割り当てられた性別とは異なる性別を自認するため、ノンバイナリーのアイデンティティはトランスジェンダーの1つと考えられることが多い。ただし、ノンバイナリーの人々の中には、自分をトランスジェンダーだと考えない人もいる。
ノンバイナリーの人々は、中間的なジェンダーや第3の性別を自認する場合、複数のジェンダーを自認する場合、ジェンダーを持たない場合、あるいは、流動するジェンダー・アイデンティティを持つ場合がある。ジェンダー・アイデンティティは、性的指向や恋愛的指向とは別のものであるため、ノンバイナリーの人々は人によってさまざまな性的指向を持つ。
ノンバイナリーはインターセックスとは異なる。ほとんどのインターセックスの人々は男性または女性のいずれかを自認するが、ノンバイナリーのみを自認する人もいれば、Hida Viloriaのように、ノンバイナリーかつジェンダー・フルイドを自認する人もいる。また、ノンバイナリー男性や、ノンバイナリー女性を自認する人もいる。
グループとしてのノンバイナリーの人々は、ジェンダー表現はさまざまに異なり、中にはジェンダー・アイデンティティを完全に否定する人もいる。ノンバイナリーの人々の中には、性別違和によって引き起こされる精神的な苦しみを軽減するために、性別適合手術やホルモン補充療法などのジェンダー・アファーミング・ケアを受けている人もいる。

## 用語と定義
「ジェンダークィア（genderqueer）」という用語は、より広く使用されている「ノンバイナリー（non-binary）」の前に、1980年代のクィアZINEで初めて登場した。この用語は、1990 年代にRiki Anne Wilchinsなどの活動家によって有名になった。Rikiは、1995年のエッセイと1997年の自伝で、伝統的なジェンダー規範の外にいる個人を説明するためにこの言葉を使用した。2002年までに、この用語はアンソロジー『Genderqueer: Voices Beyond the Sex Binary』を通じてさらに普及した。2010年代のインターネットの普及や著名人による公の場での自認により、ジェンダークィアは一般にも認識されるようになった。
「ジェンダークィア」は、ノンバイナリーのアイデンティティを包括する用語であると同時に、個人のアイデンティティに関係なく、従来のジェンダーの区別に挑戦したりそこから離れたりする個人を表す形容詞としても機能する。ジェンダークィアには、「男性」と「女性」という典型的なバイナリーの分類を超えた幅広いジェンダーの表現が含まれる。
さらに、「ジェンダークィア」はジェンダーの曖昧さと関連付けられており、「アンドロジナス（またはアンドロジニー）」は、社会的に定義された男性らしさや女性らしさの特徴の混合を説明するためによく使用される。 ただし、ジェンダークィアのすべての人がアンドロジナスであると自認するわけではなく、伝統的な男性的または女性的な特徴を自分に重ね合わせたり、「男性的な女性」や「女性的な男性」のような別の表現を使用する人もいる。ノンバイナリの頭文字「NB」に由来する「enby」という用語もよく使われる。ノンバイナリーであることは、インターセックスであることとは異なり、ほとんどのインターセックスの人は自分を男性または女性のどちらかだと認識していることに注意する必要がある。
「トランスジェンダー」という用語には、多くの場合、ジェンダークィアまたはノンバイナリーの人々も含まれており、幅広いジェンダーの多様性を反映している。この包括的な使用法は少なくとも1992年に遡り、「ジェンダー・アウトロー（gender outlaws）」の経験の共有を強調した、レスリー・ファインバーグやケイト・ボーンスタインのような人物からの多大な貢献があった。ヒューマン・ライツ・キャンペーン財団やGender Spectrumなどの組織は、典型的には二元的なジェンダー制度に関連付けられているものよりも、より幅広いジェンダー・アイデンティティやジェンダー表現を意味するために、「gender-expansive」という用語を使用している。

## アイデンティティ

### アジェンダー
アジェンダー（agender）は、ジェンダーやジェンダー・アイデンティティを持たないと自認している個人を指す。アジェンダーは、ジェンダーレス（genderless）、ジェンダーフリー（gender-free）、ノンジェンダー（non-gendered）、非ジェンダー（ungendered）とも呼ばれる。このグループは、従来のジェンダー規範の外にあるさまざまなアイデンティティを代表している。学者のFinn Enkeによると、すべてのアジェンダーがトランスジェンダーであると自認するわけではない。アジェンダーの人々を表す代名詞として広く受け入れられているものはなく、単数のtheyが一般的に使用されているが、それがデフォルトというわけではない。特に、「Agender」と「Neutrois」は、2014年2月にFacebookに、2014年11月以降OkCupidに追加されたカスタム性別オプションの1つであった。

### マルチジェンダー、ポリジェンダー
これらの用語は、複数のジェンダーを同時または交互に経験する個人を指す。このカテゴリーには、デミジェンダー、バイジェンダー、パンジェンダー、ジェンダー・フルイドなどのアイデンティティが含まれる。それに対して、単一の変化しないジェンダーを経験する個人は、モノジェンダー（monogender）またはジェンダースタティック（genderstatic）と呼ばれる。

#### バイジェンダー
バイジェンダー（bigender）の個人は、2つの異なるジェンダー・アイデンティティを持っており、男性的表現と女性的表現が同時に現れることもあれば、それらが変動することもある。バイジェンダーは、ジェンダー・フルイドのアイデンティティとは異なる。ジェンダー・フルイドの場合、固定されたジェンダーの状態を含むのではなく、むしろジェンダーのスペクトル全体にわたる流動的な範囲を含む可能性がある。アメリカ心理学会では、バイジェンダー・アイデンティティをより広範なトランスジェンダーのカテゴリーの一部として認めている。1999年のサンフランシスコ公衆衛生局の調査や2016年のハリス世論調査（Harris poll）などの調査や研究では、特に若い世代でバイジェンダー・アイデンティティが多いことが記録されている。トライジェンダー（trigender）の個人は、男性、女性、第3の性別の間で変化する。

#### デミジェンダー
デミジェンダー（demigender）を自認する個人は、1つのジェンダーに部分的なつながりを感じながらも、同時に他のジェンダーにつながりを感じたり、全くつながりを感じなかったりする（アジェンダー（agender）と呼ばれる）。サブカテゴリには、部分的に男性を自認するデミボーイ（demi-boy）またはデミマン（demi-man）、部分的に女性で部分的にノンバイナリーであるデミガール（demi-girl）がある。デミフラックス（Demiflux）の個人は、安定したノンバイナリーのアイデンティティを経験するとともに、他のジェンダー・アイデンティティをさまざまな強さで感じる。

#### パンジェンダー
パンジェンダー（pangender）の個人は、複数または全てのジェンダーを自認し、時にはこれらすべてのアイデンティティを同時に経験する。

#### ジェンダー・フルイド
ジェンダー・フルイドの個人は、固定されたジェンダー・アイデンティティを感じ続けるのではなく、ジェンダー表現が時間の経過とともに変化し、異なる時点でさまざまなジェンダーの要素が組み合わされる。このアイデンティティは、バイジェンダー、トライジェンダー、パンジェンダーの表現と重なる場合がある。

### トランスフェミニンまたはトランスマスキュリン
トランスフェミニン（transfeminine）は、出生時に男性を割り当てられたが、自分を女性（feminine、フェミニン）であると自認または表現している個人を指す。トランスマスキュリン（transmasculine）は、出生時に女性を割り当てられたが、自分を男性（masculine、マスキュリン）であると自認または表現している個人を指す。これらの用語は、バイナリとノンバイナリの両方のアイデンティティを含む。

### Two-spirit
1990年にウィニペグで開催された先住民のLGBTの集まりに由来するもので、Two-spiritという用語は、伝統的な性別の区別を超えた資質を体現したり、役割を果たしたりする、北アメリカ先住民コミュニティ内の個人を指す。

### ゼノジェンダー
ゼノジェンダー（xenogender）は、非伝統的な概念を使用して定義されるさまざまなジェンダーが含まれる。多くの場合、自然、無生物、または抽象的な源から引き出されるもので、典型的な人間の性別二元論からの離脱を表すものである。

### その他のアイデンティティ
その他のアイデンティティには、マーベリック（maverique）、アポラジェンダー（aporagender）、アンビジェンダー（ambigender）インタージェンダー（intergender）、ジェンダー・フルイド（genderflux）などがある。それぞれ、従来のジェンダー規範の外にある独自の視点や経験を示している。

## 歴史

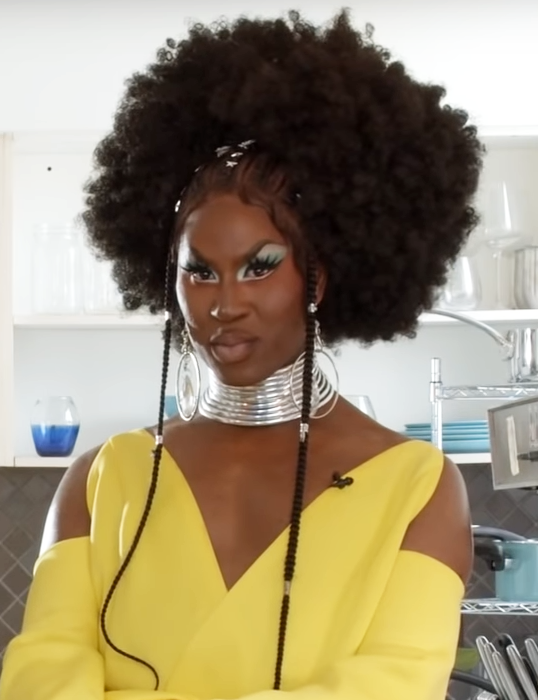
ドラァグクイーンでミュージシャンのシア・クーレは、ゲイでノンバイナリーであることを自認し、ステージ外では「they/them」という代名詞を使っている。

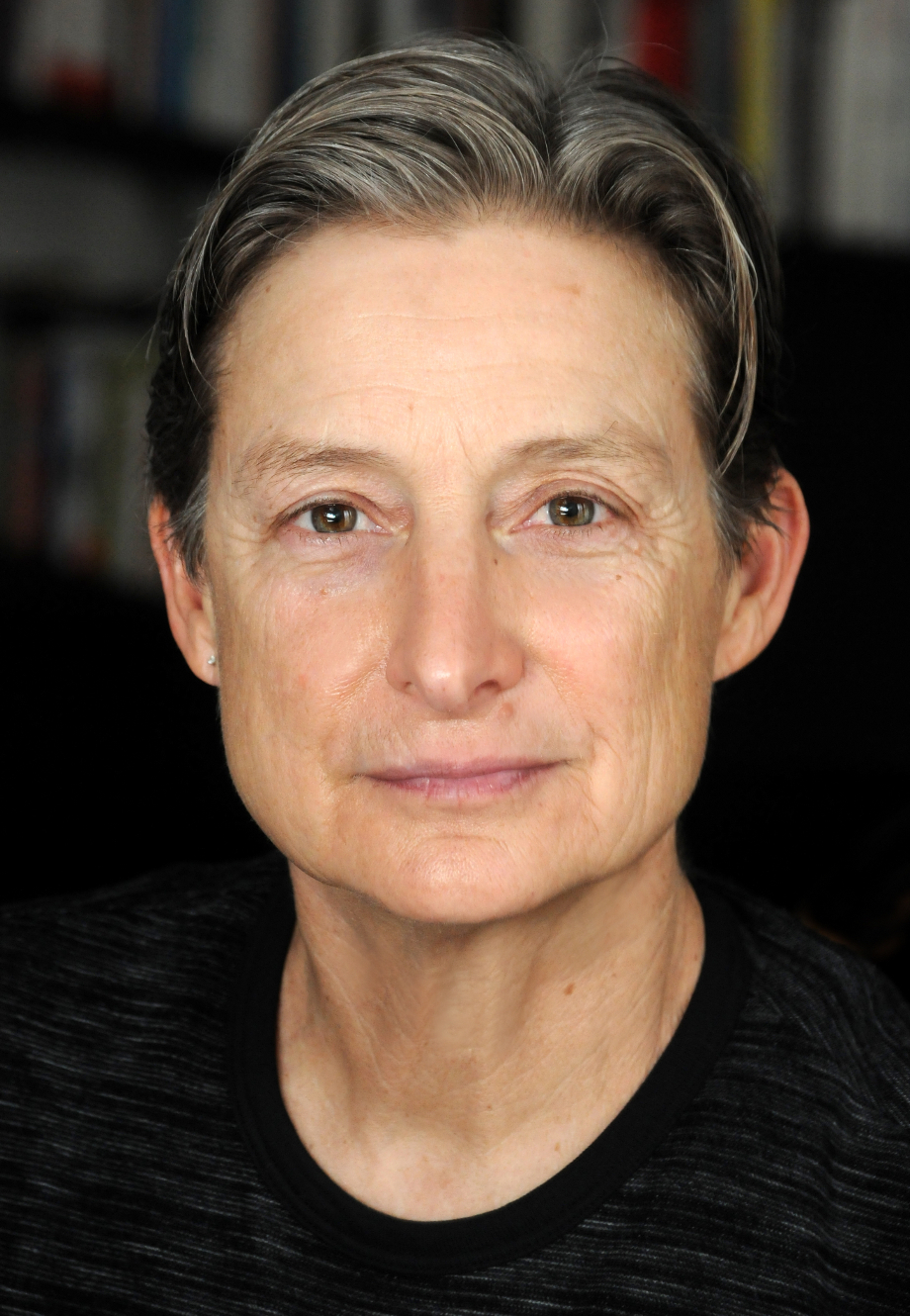
1990年に『ジェンダー・トラブル』を出版し、2019年にノンバイナリーであることを公表したアメリカの哲学者ジュディス・バトラーは、ノンバイナリー運動における現代の著名人である。

日本では、1990年代後半からノンバイナリーのアイデンティティを表す「Xジェンダー」という表現が認識されるようになり、漫画家の鎌谷悠希や渡瀬悠宇などの著名な人物もXジェンダーを自認している。

## 代名詞と敬称

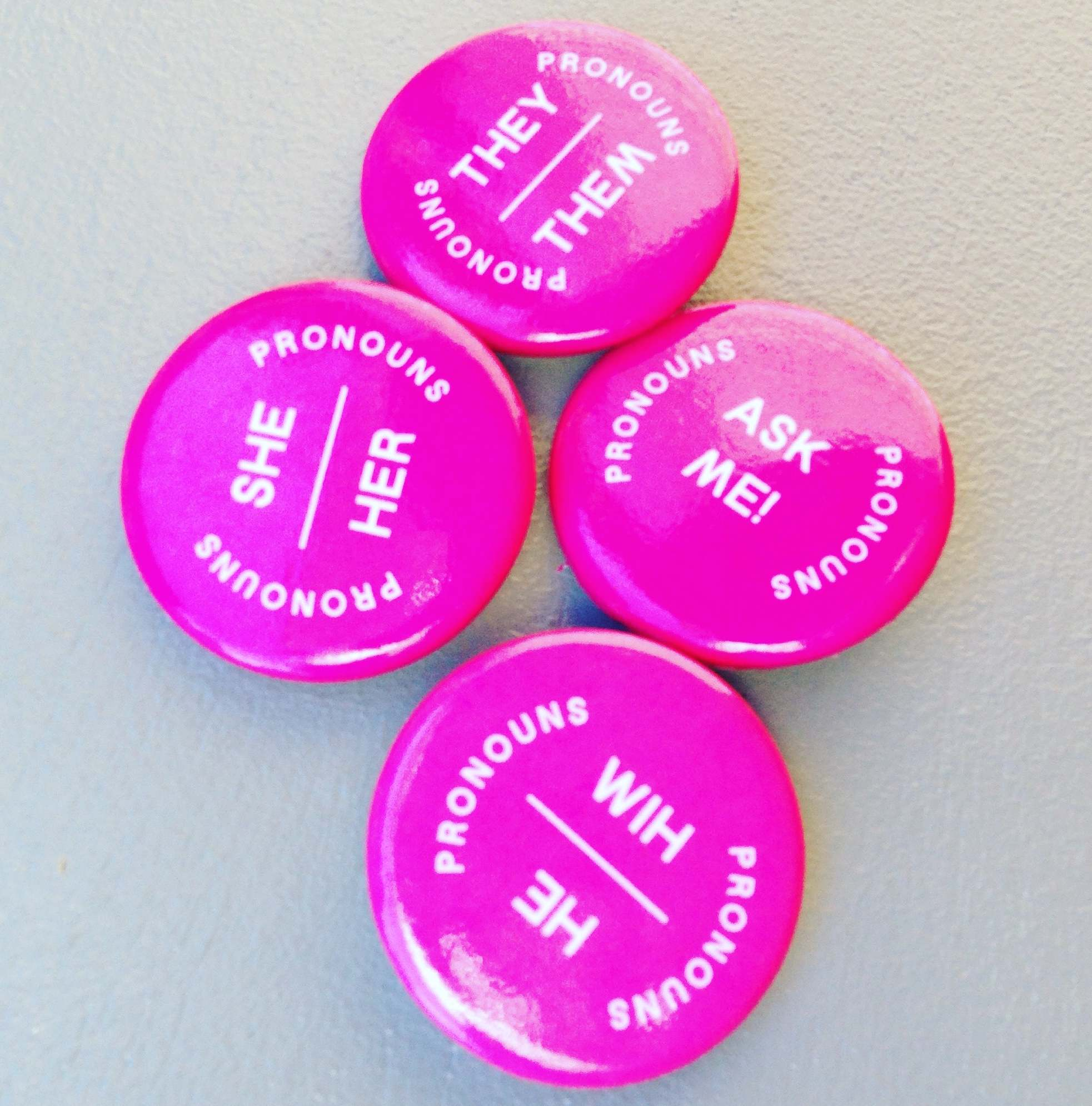
2016 年のart and tech festivalの代名詞ピンバッジ

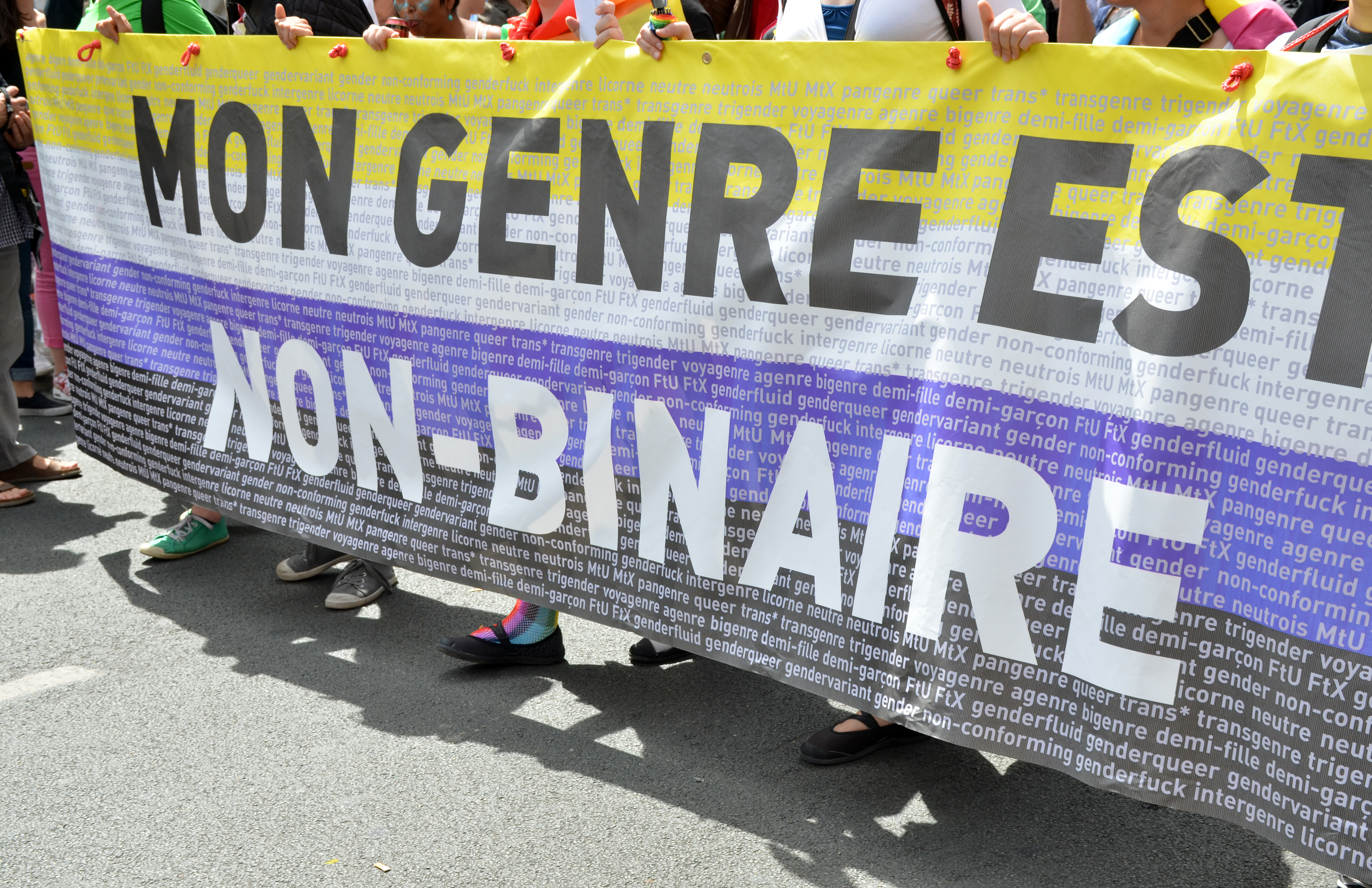
パリのパレードで掲げられたノンバイナリー・プライド・フラッグには「Mon genre est non-binaire（私のジェンダーはノンバイナリーです）」と書かれている

## 法的な承認

第3のジェンダーを承認している国を示した世界地図

## シンボルと行事

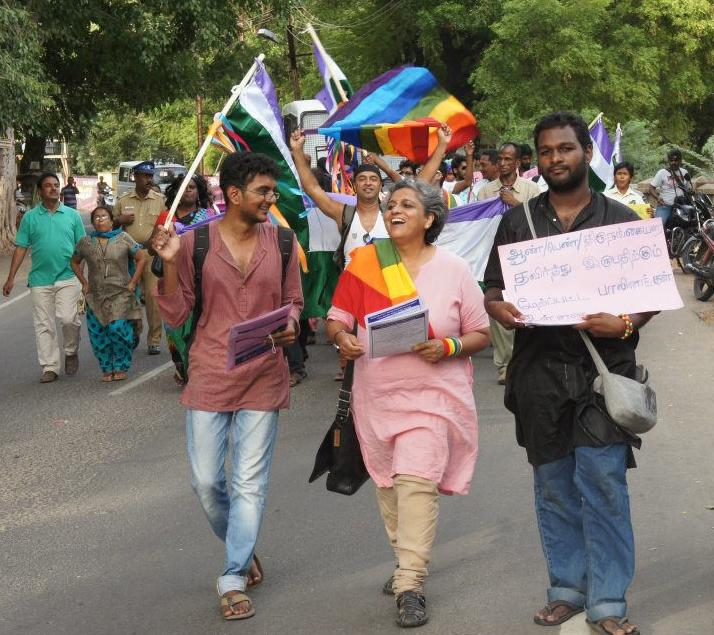
レインボー・フラッグとジェンダークィア・フラッグを掲げているアンジャリ・ゴパランとゴピ・シャンカール・マドゥライは、インドのマドゥライでアジア初のジェンダークィア・プライド・パレードを始めた

- トランスジェンダー・フラッグでは、白色がノンバイナリーを表現している[70][71]
- アジェンダー・プライド・フラッグ
- バイジェンダー・プライド・フラッグ
- ジェンダーフルイド・プライド・フラッグ
- ジェンダークィア・プライド・フラッグ
- ノンバイナリー・フラッグ
- トライジェンダー・プライド・フラッグ
- ノンバイナリー・ジェンダーのシンボル
- アジェンダーのシンボル
- ジェンダー・フルイドのシンボル

## 人口統計

### アメリカ合衆国
2021年のWilliams Instituteの調査によると、18歳から60歳までの推定120万人のアメリカ成人がノンバイナリーであると自認しており、同じ年齢層のLGBTQ人口の11%を占めている。
The Trevor Projectによる2020年の調査では、アメリカ合衆国のLGBTQの若者（13～24歳）の26%がノンバイナリーであると自認していることがわかった。
2015年の『アメリカ合衆国トランスジェンダー調査報告書（The Report of the 2015 U.S. Transgender Survey）』によると、匿名のオンライン調査に回答した約28,000人のトランスジェンダーのうち、35％がノンバイナリーであった。